# François Regnault (1835-1886)
Ne doit pas être confondu avec François Regnault.
Pour les articles homonymes, voir Regnault.
François Gilbert Émile Regnault (Tannay, le 20 décembre 1835 — Paris, le 23 octobre 1886) fut un haut-fonctionnaire français.

## Biographie
François Regnault entre à l'École polytechnique en 1855 puis il est  élève d'ingénieur des manufactures de l'État. Il est successivement nommé sous-ingénieur à Châteauroux en 1859 ; sous-chef de bureau au ministère des finances  en 1861 ; ingénieur à la manufacture des tabacs de Tonneins en 1863 ; puis à la direction des tabacs de Bordeaux. 
Ses opinions sont libérales et il est opposé au second empire.  De 1868 à 1871 il est maire de Tannay. En résidence à Bordeaux en 1870 Léon Gambetta lui propose d'être nommé préfet de la Gironde. Il décline l'offre mais il accepte peut après, le 27 janvier 1871, d'être nommé préfet du Doubs. La ville de Besançon est alors en effervescence, un projet de commune étant engagé. Dès avril 1871 il est nommé préfet de la Marne puis, à partir du 11 novembre 1871, préfet de Saône-et-Loire. Il quitte cette fonction en 1873. Il est nommé préfet de la Charente-Inférieure en 1876. En 1879 il est nommé  directeur des affaires civiles et financières de l'Algérie. Il assure cette fonction jusqu'à ce qu'il soit nommé, par le gouvernement Gambetta directeur général des manufactures de l'État. Il dirige ce service durant 5 ans, jusqu'en 1986. 
Il est récipiendaire de la Légion d'honneur le 14 août 1876 ; devient officier le 18 janvier 1881 ; puis est fait commandeur le 9 juillet 1885.